# Elección presidencial de El Salvador de 2019
La elección presidencial de El Salvador de 2019 fue la octava de su tipo desde la promulgación de la Constitución de la República de 1983, y la sexta desde la firma de los Acuerdos de Paz de 1992. Estas elecciones definieron a los nuevos titulares de la Presidencia y Vicepresidencia de la República para el período que comenzaría el 1 de junio de 2019 hasta el 1 de junio de 2024.
Las elecciones, según anunció el Tribunal Supremo Electoral, se celebraron el día domingo 3 de febrero de 2019, sin necesidad de realizarse una segunda vuelta debido a que el ganador obtuvo más del 50% de los votos válidos como manda la Constitución.
Por las sentencias de la Sala Constitucional de la Corte Suprema de Justicia en estas elecciones como en la precedente elección legislativa y municipal de 2018, los Organismos Electorales Temporales (OET, conformadas por las Juntas Electorales Departamentales y Municipales, y por las Juntas Receptoras de Votos) debieron estar conformados por ciudadanos sin afiliación político-partidaria aunque propuestos por los partidos políticos en contienda, o por sorteo entre los ciudadanos quienes cumplieran los requisitos establecidos en el Código Electoral en caso de no ser suficientes las propuestas de los institutos políticos; además se mantuvo la modalidad de voto residencial a nivel nacional, y de voto en el exterior para los ciudadanos inscritos para el ejercicio del mismo.
Para definir a los candidatos a la Presidencia y Vicepresidencia, los partidos políticos debieron realizar elecciones primarias de conformidad a lo establecido en la Ley de Partidos Políticos, siendo la fecha última para convocar estas elecciones el día 3 de abril de 2018. A diferencia de las elecciones legislativas, no estuvo permitida la inscripción de candidatos no partidarios.
Tras 10 horas de votación, resultó elegido Presidente de la República Nayib Bukele, al obtener mayoría absoluta con 1 434 856 votos (53.10%).Sucedió a Salvador Sánchez Cerén en la presidencia el 1 de junio de 2019. 

## Sistema electoral
Las elecciones presidenciales se celebran en El Salvador cada cinco años y requieren que un partido político o coalición obtenga al menos mayoría absoluta para ganarlas; esto provoca que exista la posibilidad de celebrar una segunda vuelta electoral si no se llega a ella, como ocurrió en 1994 y 2014. La Constitución de El Salvador establece que los partidos políticos son el único instrumento para el ejercicio de la representación del pueblo dentro del Gobierno (Art. 85), motivo por el cual las papeletas de votación únicamente llevan impresas las banderas de los partidos políticos o los distintivos de las coaliciones legalmente inscritas en el proceso de elección, y por el cual no es compatible la participación de candidatos no partidarios.
Los requisitos para poder ser elegido Presidente o Vicepresidente de la República los establece el artículo 151:
- Ser salvadoreño por nacimiento, hijo de padre o madre salvadoreño;
- Del estado seglar;
- Mayor de treinta años de edad;
- De moralidad e instrucción notorias;
- Estar en ejercicio de los derechos del ciudadano, y haberlo estado en los seis años anteriores a la elección;
- Estar afiliado a uno de los partidos políticos reconocidos legalmente.

Las incompatibilidades con la candidatura a la Presidencia o Vicepresidencia se recogen en el artículo 152:
1. Haber desempeñado la Presidencia de la República por más de seis meses, consecutivos o no, durante el período inmediato anterior, o dentro de los seis meses anteriores al inicio del período presidencial;
2. Ser cónyuge y pariente dentro del cuarto grado de consanguinidad o segundo de afinidad de cualquiera de las personas que hayan ejercido la Presidencia en los casos del ordinal anterior;
3. Haber sido presidente de la Asamblea Legislativa o de la Corte Suprema de Justicia durante el año anterior al día de inicio del período presidencial;
4. Haber sido ministro, viceministro de Estado, o presidente de alguna institución oficial autónoma y el director de la Policía Nacional Civil, dentro del último año del período presidencial inmediato anterior;
5. Ser militar de profesión y encontrarse de alta o haberlo estado en los tres años anteriores al día del inicio del período presidencial;
6. Haber sido llamado legalmente a ejercer la Presidencia en el período inmediato anterior como vicepresidente o designado, y negarse a desempeñarla sin justa causa, entendiéndose que ésta existe cuando el vicepresidente o designado manifieste su intención de ser candidato a la Presidencia de la República, dentro de los seis meses anteriores al inicio del período presidencial;
7. Las personas comprendidas en los ordinales 2º, 3º, 4º, 5º y 6º del Artículo 127 de esta Constitución.

## Datos generales

### Padrón electoral
| Datos generales                                    | Cantidad  |
| -------------------------------------------------- | --------- |
| Total de personas en el padrón electoral           | 5,268,411 |
| Total de personas en el padrón electoral nacional  | 5,262,463 |
| Personas empadronados para votar desde el exterior | 5,948     |
| Fuente: Tribunal Supremo Electoral (TSE)           |           |

| Distribución de personas electoras por sexo | Cantidad  | Porcentaje |
| ------------------------------------------- | --------- | ---------- |
| Hombres                                     | 2,806,337 | 53.33%     |
| Mujeres                                     | 2,456,126 | 46.67%     |
| Fuente: Tribunal Supremo Electoral (TSE)    |           |            |

## Elecciones internas
| Partidos inscritos | Convocatoria interna | Fecha última de inscripción | Precandidatos inscritos | Padrón de electores | Fecha de elección | Candidato electo |
| ------------------ | --- | --- | --- | --- | --- | --- |
| ARENA              | 27 de octubre de 2017 | 10 de noviembre de 2017 | Carlos Calleja Javier Simán Gustavo López Davidson                                                                                               | 122 364 | 22 de abril de 2018 | Carlos Calleja |
| FMLN               | 28 de febrero de 2018 | 22 de abril de 2018 | Gerson Martínez Hugo Martínez | 39 467 | 27 de mayo de 2018 | Hugo Martínez |
| GANA               | 2 de abril de 2018 | 15 de julio de 2018 | Will Salgado Nayib Bukele | 10 209 | 29 de julio de 2018 | Nayib Bukele |
| VAMOS              | 26 de marzo de 2018 | 26 de abril de 2018 | Josué Alvarado | 810 | 8 de julio de 2018 | Josué Alvarado |
| DS                 | Convocó a elecciones internas el 2 de abril de 2018, pero finalmente competirá en coalición con los partidos ARENA, PCN y PDC.                   | Convocó a elecciones internas el 2 de abril de 2018, pero finalmente competirá en coalición con los partidos ARENA, PCN y PDC.                   | Convocó a elecciones internas el 2 de abril de 2018, pero finalmente competirá en coalición con los partidos ARENA, PCN y PDC.                   | Convocó a elecciones internas el 2 de abril de 2018, pero finalmente competirá en coalición con los partidos ARENA, PCN y PDC.                   | Convocó a elecciones internas el 2 de abril de 2018, pero finalmente competirá en coalición con los partidos ARENA, PCN y PDC.                   | Convocó a elecciones internas el 2 de abril de 2018, pero finalmente competirá en coalición con los partidos ARENA, PCN y PDC.                   |
| PCN                | Convocó a elecciones internas el 5 de marzo de 2018, pero finalmente competirá en coalición con los partidos ARENA, DS y PDC.                    | Convocó a elecciones internas el 5 de marzo de 2018, pero finalmente competirá en coalición con los partidos ARENA, DS y PDC.                    | Convocó a elecciones internas el 5 de marzo de 2018, pero finalmente competirá en coalición con los partidos ARENA, DS y PDC.                    | Convocó a elecciones internas el 5 de marzo de 2018, pero finalmente competirá en coalición con los partidos ARENA, DS y PDC.                    | Convocó a elecciones internas el 5 de marzo de 2018, pero finalmente competirá en coalición con los partidos ARENA, DS y PDC.                    | Convocó a elecciones internas el 5 de marzo de 2018, pero finalmente competirá en coalición con los partidos ARENA, DS y PDC.                    |
| PDC                | No convocó a elecciones internas, pero finalmente competirá en coalición con los partidos ARENA, DS y PCN.                                       | No convocó a elecciones internas, pero finalmente competirá en coalición con los partidos ARENA, DS y PCN.                                       | No convocó a elecciones internas, pero finalmente competirá en coalición con los partidos ARENA, DS y PCN.                                       | No convocó a elecciones internas, pero finalmente competirá en coalición con los partidos ARENA, DS y PCN.                                       | No convocó a elecciones internas, pero finalmente competirá en coalición con los partidos ARENA, DS y PCN.                                       | No convocó a elecciones internas, pero finalmente competirá en coalición con los partidos ARENA, DS y PCN.                                       |
| CD                 | Convocó a elecciones internas el 23 de marzo de 2018, pero fue cancelado por el TSE en cumplimiento del Art. 47 de la Ley de Partidos Políticos. | Convocó a elecciones internas el 23 de marzo de 2018, pero fue cancelado por el TSE en cumplimiento del Art. 47 de la Ley de Partidos Políticos. | Convocó a elecciones internas el 23 de marzo de 2018, pero fue cancelado por el TSE en cumplimiento del Art. 47 de la Ley de Partidos Políticos. | Convocó a elecciones internas el 23 de marzo de 2018, pero fue cancelado por el TSE en cumplimiento del Art. 47 de la Ley de Partidos Políticos. | Convocó a elecciones internas el 23 de marzo de 2018, pero fue cancelado por el TSE en cumplimiento del Art. 47 de la Ley de Partidos Políticos. | Convocó a elecciones internas el 23 de marzo de 2018, pero fue cancelado por el TSE en cumplimiento del Art. 47 de la Ley de Partidos Políticos. |
| FPS                | Convocó a elecciones internas el 22 de marzo de 2018, pero fue cancelado por el TSE en cumplimiento del Art. 47 de la Ley de Partidos Políticos. | Convocó a elecciones internas el 22 de marzo de 2018, pero fue cancelado por el TSE en cumplimiento del Art. 47 de la Ley de Partidos Políticos. | Convocó a elecciones internas el 22 de marzo de 2018, pero fue cancelado por el TSE en cumplimiento del Art. 47 de la Ley de Partidos Políticos. | Convocó a elecciones internas el 22 de marzo de 2018, pero fue cancelado por el TSE en cumplimiento del Art. 47 de la Ley de Partidos Políticos. | Convocó a elecciones internas el 22 de marzo de 2018, pero fue cancelado por el TSE en cumplimiento del Art. 47 de la Ley de Partidos Políticos. | Convocó a elecciones internas el 22 de marzo de 2018, pero fue cancelado por el TSE en cumplimiento del Art. 47 de la Ley de Partidos Políticos. |
| PSD                | Convocó a elecciones internas el 2 de abril de 2018, pero fue cancelado por el TSE en cumplimiento del Art. 47 de la Ley de Partidos Políticos.  | Convocó a elecciones internas el 2 de abril de 2018, pero fue cancelado por el TSE en cumplimiento del Art. 47 de la Ley de Partidos Políticos.  | Convocó a elecciones internas el 2 de abril de 2018, pero fue cancelado por el TSE en cumplimiento del Art. 47 de la Ley de Partidos Políticos.  | Convocó a elecciones internas el 2 de abril de 2018, pero fue cancelado por el TSE en cumplimiento del Art. 47 de la Ley de Partidos Políticos.  | Convocó a elecciones internas el 2 de abril de 2018, pero fue cancelado por el TSE en cumplimiento del Art. 47 de la Ley de Partidos Políticos.  | Convocó a elecciones internas el 2 de abril de 2018, pero fue cancelado por el TSE en cumplimiento del Art. 47 de la Ley de Partidos Políticos.  |
| PSP                | Convocó a elecciones internas el 19 de marzo de 2018, pero fue cancelado por el TSE en cumplimiento del Art. 47 de la Ley de Partidos Políticos. | Convocó a elecciones internas el 19 de marzo de 2018, pero fue cancelado por el TSE en cumplimiento del Art. 47 de la Ley de Partidos Políticos. | Convocó a elecciones internas el 19 de marzo de 2018, pero fue cancelado por el TSE en cumplimiento del Art. 47 de la Ley de Partidos Políticos. | Convocó a elecciones internas el 19 de marzo de 2018, pero fue cancelado por el TSE en cumplimiento del Art. 47 de la Ley de Partidos Políticos. | Convocó a elecciones internas el 19 de marzo de 2018, pero fue cancelado por el TSE en cumplimiento del Art. 47 de la Ley de Partidos Políticos. | Convocó a elecciones internas el 19 de marzo de 2018, pero fue cancelado por el TSE en cumplimiento del Art. 47 de la Ley de Partidos Políticos. |

### Alianza Republicana Nacionalista
El principal partido de oposición inició su proceso de elecciones internas el 10 de noviembre de 2017 con la recepción de documentación e inscripción de precandidaturas ante su Comisión Electoral Nacional (CEN). Para el proceso interno únicamente se inscribieron precandidatos a la presidencia, quedando la definición del compañero de fórmula posterior a la elección. Cinco precandidatos se inscribieron ante el CEN:
- Javier Simán, abogado y empresario, expresidente de la Asociación Salvadoreña de Industriales.[46]
- Gerardo Awad, empresario.[47]
- Carlos Calleja, empresario.[48]
- Gustavo López Davidson, empresario.[49]
- Rafael Montalvo, ingeniero agrónomo, humorista, exdiputado de la Asamblea Legislativa.[50]

El 18 de diciembre de 2017 la CEN anunció la reducción de la lista de precandidatos a solo tres, dejando fuera del proceso a Gerardo Awad y Rafael Montalvo. Awad anunció posteriormente su apoyo a la precandidatura de Carlos Calleja como asesor de campaña, mientras que Montalvo apeló la decisión sin éxito. El período de campaña de los precandidatos inició el 7 de marzo de 2018, mientras que la elección a la que estaban convocados los afiliados inscritos en el instituto político se celebró el 22 de abril de 2018 y en la cual el candidato fue elegido por mayoría simple. Como resultado, el empresario Carlos Calleja fue elegido con el 60.8% de los votos válidos como candidato a la Presidencia de la República para el proceso electoral de 2019.
|  | 60.8 % |

|  | 38.19 % |

|  | 1.01 % |

|  | 96.86 % |

|  | 2.19 % |

|  | 0.95 % |

|  | 48.11 % |

### Frente Farabundo Martí para la Liberación Nacional

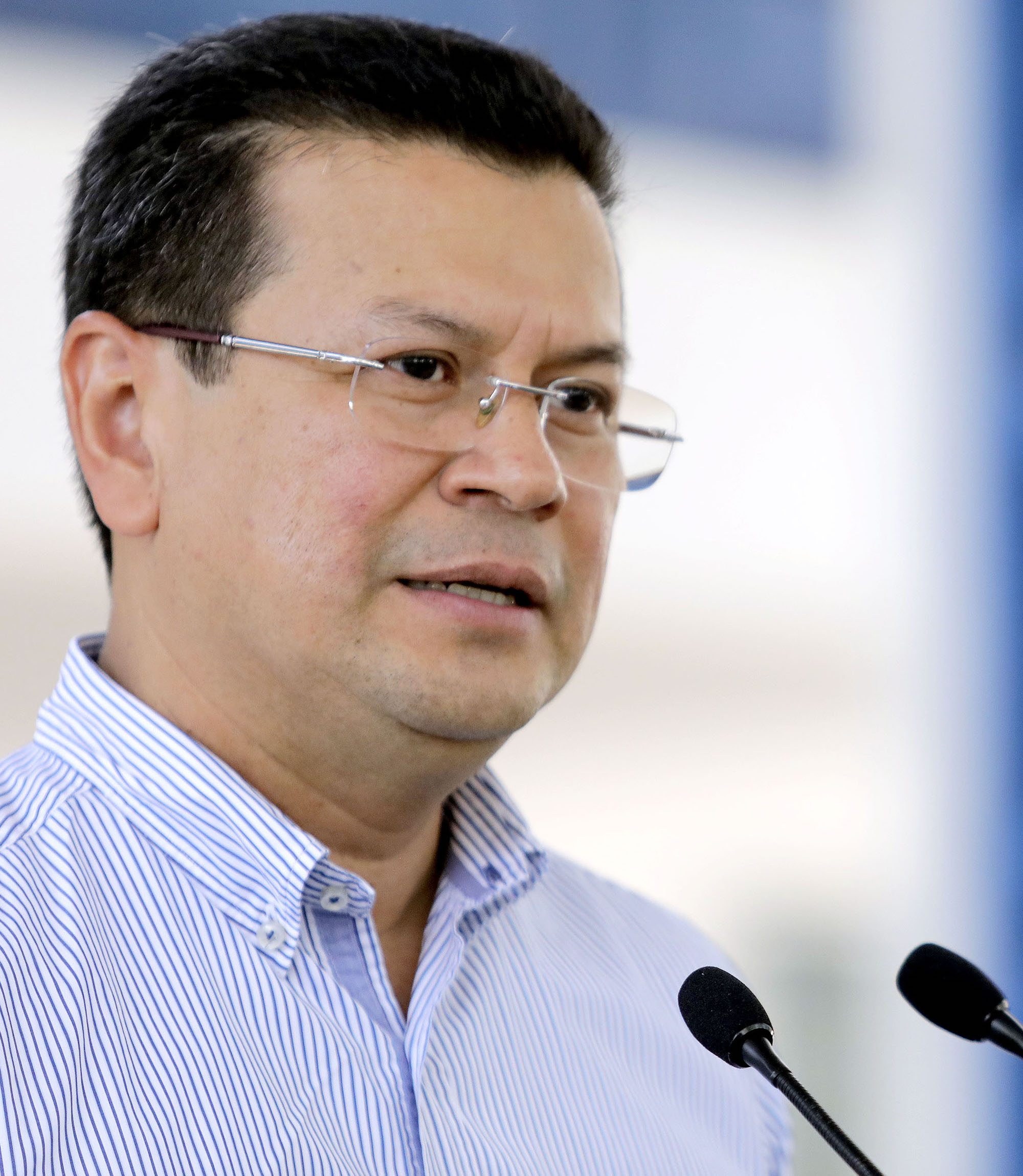
Hugo Martínez, candidato presidencial de FMLN

El oficialismo anunció la convocatoria de elecciones internas el 28 de febrero de 2018, y aunque la Comisión Especial Electoral (CEE) no estableció en dicho anuncio una fecha para la celebración de la elección, el secretario general del FMLN, Medardo González, adelantó que ésta se celebraría durante el mes de abril de 2018. En ese momento la Comisión Política ya había manifestado de forma pública su apoyo al exministro de Obras Públicas Gerson Martínez, algo que provocó la reacción de otro de los potenciales interesados en conseguir la candidatura, el vicepresidente de la República, Óscar Ortiz, quien posteriormente renunció a su aspiración de ser candidato a la presidencia por el FMLN el 21 de marzo de 2018, luego del proceso de reestructuración del Ejecutivo tras la derrota electoral en las legislativas y municipales de 2018.
El 11 de abril de 2018 la CEE convocó a los interesados en participar del proceso electoral del 27 de mayo, a realizarlo antes del 22 de abril (posteriormente ampliado en un día más). Tras dicho anuncio presentó su intención de buscar la candidatura el canciller de la República, Hugo Martínez, siendo respaldado por el vicepresidente Ortiz. A raíz de las declaraciones del precandidato Gerson Martínez, se barajó la posibilidad de que también participaría en el proceso interno el alcalde de San Miguel, Miguel Pereira, quien fue el candidato del FMLN con mejores resultados en las cabeceras departamentales en las elecciones municipales de 2018, pero el 23 de abril de 2018 dicho alcalde decidió no participar en las elecciones internas del FMLN.
Presentaron su inscripción para la candidatura:
- Gerson Martínez, exministro de Obras Públicas y exdiputado de la Asamblea Legislativa.[60]
- Hugo Martínez, canciller de la República de El Salvador, exsecretario general del Sistema de la Integración Centroamericana y exdiputado de la Asamblea Legislativa.[22]

Durante los días 21, 22 y 23 de abril se abrió el padrón electoral para que nuevos ciudadanos pudieran registrarse como afiliados, y votar en las elecciones internas del partido para elegir al candidato a la Presidencia de la República por el FMLN; como resultado, se registraron 6,622 nuevos afiliados y el padrón creció hasta 39,467 según Silvia Cartagena, la presidenta de la Comisión Especial Electoral (CEE). Finalmente en la elección del 27 de mayo de 2018, resultó ganador con un 72.09% de los votos válidos el excanciller de la República, Hugo Martínez, en un resultado sorpresivo dado el apoyo de la cúpula del instituto político de izquierda a su contrincante Gerson Martínez.
|  | 72.09 % |

|  | 27.91 % |

|  | 99.47 % |

|  | 0.53 % |

|  | 71.59 % |

| Precandidato                 | Precandidato           | Precandidato           | Precandidato           | Votos  | Porcentaje      |
| ---------------------------- | ---------------------- | ---------------------- | ---------------------- | ------ | --------------- |
| Karina Sosa                  |                        | Karina Sosa            | Karina Sosa            | 21,197 | \| \| 70.6 % \| |
| Total de votos válidos       | Total de votos válidos | Total de votos válidos | Total de votos válidos |        | —               |
| Habitantes inscritos         | Habitantes inscritos   | Habitantes inscritos   | Habitantes inscritos   | 39,467 |                 |
| Resultados preliminares FMLN |                        |                        |                        |        |                 |
|                              | 70.6 %                 |                        |                        |        |                 |

### Gran Alianza por la Unidad Nacional
El partido GANA, a través de su Tribunal Electoral Nacional (TEN), realizó la convocatoria para elegir al candidato presidencial del instituto político para la elección presidencial de 2019 a través de una conferencia de prensa el 2 de abril de 2018, fijando la fecha para elecciones internas el 29 de julio de 2018 y estableciendo como fecha límite para inscripciones el 15 de julio de 2018. Manifestaron su interés por la candidatura los diputados por San Salvador y La Libertad, Guillermo Gallegos y Francis Zablah.
El día 25 de julio de 2018 el exalcalde de San Miguel, Will Salgado, se inscribió como precandidato a la presidencia por parte del partido GANA, y en las últimas horas del mismo día, tras conocerse la disolución del partido CD, Nayib Bukele se habría inscrito para participar en las internas de este partido, según confirmó el diputado Mario Tenorio de este partido. Horas después, el día 26 de julio de 2018, Nayib Bukele anunció oficialmente por sus redes sociales que se había afiliado al partido GANA y se había inscrito como precandidato presidencial. Al día siguiente el Tribunal Electoral Nacional (TEN) del partido GANA en su sede de San Salvador, confirmó la candidatura de Will Salgado y Nayib Bukele para la candidatura presidencial del partido, y la candidatura de Juan Carlos Mendoza y Félix Ulloa para buscar la vicepresidencia por este partido. El partido votaría por fórmulas presidenciales: en la fórmula número uno iría Will Salgado, exalcalde de la ciudad de San Miguel, y Juan Carlos Mendoza, actual diputado por Santa Ana de GANA, y por otro lado Nayib Bukele, exalcalde de San Salvador, y Félix Ulloa, abogado constitucionalista y presidente de IEJES. El día 28 de julio de 2018 el precandidato Will Salgado habría presentado su renuncia a la precandidatura de GANA, sin embargo, el Tribunal Electoral Nacional (TEN) de este partido dijo que la renuncia tendría que ser aceptada primero, y aclararon que las elecciones internas seguirían igual: iba a aparecer el nombre y rostro de la fórmula uno conformada por Will Salgado y Juan Carlos Mendoza en la papeleta de votación; hasta el día de las elecciones internas no se había aceptado la renuncia de la fórmula uno, principalmente porque Juan Carlos Mendoza no habría renunciado a su precandidatura por la vicepresidencia, por lo cual seguirían en contienda hasta que hubiera un ganador.
|  | 93.71 % |

|  | 6.29 % |

|  | 96.41 % |

|  | 3.15 % |

|  | 0.44 % |

|  | 20.2 % |

Luego de las elecciones internas, donde Nayib Bukele fue elegido como candidato presidencial, se anunció una alianza entre los miembros del extinto partido Cambio Democrático, el nuevo partido político Nuevas Ideas y el partido Gran Alianza por la Unidad Nacional, no como coalición, sino como una alianza estratégica para unir fuerzas y tratar de hacer que Nayib Bukele fuera electo como Presidente de la República en las elecciones de 2019. Con fines para esta alianza, el partido Gran Alianza por la Unidad Nacional aceptó cambiar su bandera y sus colores naranja por el color celeste y un logotipo de una golondrina en vuelo. Esto fue aprobado por los congresistas de este partido en el decimotercer congreso nacional de GANA.

### Partido de Concertación Nacional
El PCN realizó convocatoria el día 5 de marzo de 2018 para elegir al candidato presidencial de este instituto político de cara a la elección presidencial de 2019 por medio de una elección interna; en esa misma se daba como límite de inscripción de precandidatos presidenciales el 30 de junio de 2018, aunque no daba fecha para realizar las elecciones internas. Antes de cumplirse este plazo, la Asamblea General del PCN aprobó la búsqueda de coaliciones para la elección presidencial, en consonancia con las negociaciones que se llevaban a cabo con el partido ARENA y con las cuales esperaban, según declaraciones de su secretario de Organización Antonio Almendariz, presentar al candidato a la Vicepresidencia que acompañaría al ya electo candidato nacionalista Carlos Calleja.
El día 5 de julio de 2018, el candidato presidencial de ARENA Carlos Calleja dijo que tanto su partido como los partidos PCN y PDC formarían una coalición de derecha y en la cual el PCN tendría derecho a presentar el candidato a la Vicepresidencia, que resultara ganador en la elección interna que celebraría este instituto político. El pacto de coalición, que también establecería la realización de una campaña proselitista separada, sería firmado entre el 15 y el 20 de julio de 2018.
Sobre la definición de la candidatura a la Vicepresidencia, el secretario de Comunicaciones y diputado en la Asamblea Legislativa, Mario Ponce, manifestó que el partido manejaba la posibilidad de presentar a la excanciller de la República durante el mandato de Elías Antonio Saca en 2008, Marisol Argueta de Barillas; aunque finalmente la precandidata que se sometería al proceso interno sería la economista y decana de Economía de Negocios de la ESEN, Carmen Aída Lazo, quien había sido propuesta dentro del marco de la coalición entre ARENA, DS, PCN y PDC por estos últimos.
|  | 94 % |

|  | 6 % |

|  | 78.11 % |

### Partido Demócrata Cristiano
El PDC fue el único de los partidos legalmente inscritos que renunció a participar en la elección de 2019 con una candidatura propia al decidir no convocar a elecciones internas dentro del plazo establecido en la Ley de Partidos Políticos. A pesar de este movimiento, el partido no descartaba participar en las elecciones mediante una coalición con otra candidatura, como realizaron en 2014 cuando junto a GANA y PCN conformaron el Movimiento Unidad para apoyar la candidatura del expresidente Elías Antonio Saca; esta posibilidad se concretó tras la celebración de la Convención Nacional el 15 de junio de 2018, que autorizó al PDC a formar parte de alguna coalición en la elección presidencial de 2019 siempre y cuando el acuerdo se encontrara "sobre la base del pensamiento humanista", en las palabras de su secretario general y diputado, Rodolfo Parker.
Tras el anuncio de Carlos Calleja de la formación de una coalición entre ARENA, PCN y PDC, el secretario general Rodolfo Parker declaró en una entrevista televisada que se consideraba a la economista y decana de Economía y Negocios de la ESEN, Carmen Aída Lazo, como una potencial candidata a la Vicepresidencia junto a Calleja dado que sería representativa no solo de la ciudadanía, sino también una representante de la crítica hacia los partidos políticos.

### VAMOS
El último partido político inscrito por el Tribunal Supremo Electoral convocó a través de su Comisión Electoral Permanente (CEP) el inicio del proceso de inscripción de precandidaturas a la Presidencia y Vicepresidencia de la República el 26 de marzo de 2018. Su secretario general, Josué Alvarado, anunció en una entrevista televisada su intención de buscar la candidatura del partido al tiempo que cerraba las puertas a una eventual candidatura del alcalde de San Salvador Nayib Bukele.
El día 26 de abril de 2018 se inscribió ante la CEP (Comisión Electoral Permanente) del partido Josué Alvarado como precandidato presidencial único del partido VAMOS, y la CEP anunció también que las elecciones internas se llevarían a cabo el 8 de julio de 2018, donde los afiliados del partido votarían si estaban de acuerdo o no de llevar a Josué Alvarado como candidato oficial para las elecciones presidenciales del 3 de febrero de 2019. Para complementar la fórmula presidencial, el ciudadano Roberto Rivera Ocampo se inscribió ante la Comisión Electoral Permanente (CEP) como precandidato a la vicepresidencia del partido VAMOS el 25 de julio de 2018 y se sometería a una elección interna de ratificación el día domingo 29 de julio de 2018.
|  | 98.99 % |

|  | 1.01 % |

|  | 60.99 % |

|  | 99.27 % |

|  | 0.73 % |

|  | 59.57 % |

### Nuevas Ideas
Tras la expulsión del exalcalde de San Salvador, Nayib Bukele, de las filas del FMLN el 10 de octubre de 2017, este funcionario anunció su interés por buscar la Presidencia a través de otro movimiento político. A partir del momento de su expulsión comenzó a formarse en torno a su figura un movimiento ciudadano que posteriormente solicitaría al Tribunal Supremo Electoral su inscripción como partido político bajo el nombre de Nuevas Ideas tras la finalización de las elecciones legislativas y municipales, el 11 de marzo de 2018. Nuevas Ideas realizó la convocatoria a elecciones internas a pesar de no estar constituido legalmente como partido político el 3 de abril de 2018, fecha límite para realizar este proceso según la Ley de Partidos Políticos.
La magistrada del TSE Guadalupe Medina declaró a los medios de comunicación que Nuevas Ideas, aunque tenía todo el derecho a constituirse como un partido político, no podría participar en la elección de 2019 al no estar constituido aún como partido, situación similar que impidió al partido VAMOS de participar en las elecciones legislativas y municipales de 2018.

### Cambio Democrático (CD)
El partido CD a través de su Comisión Electoral (CE) realizó la convocatoria a elecciones internas el 23 de marzo de 2018 y estableció que desde el 23 de marzo al 16 de junio de 2018 sería el período para inscribir candidatos, y el día 15 de julio de 2018 se llevarían a cabo las elecciones internas. El único inscrito (posterior al plazo original) fue el exalcalde de San Salvador, Nayib Bukele, quien fue expulsado del FMLN (partido en el que gozaba de amplia popularidad como potencial candidato a la Presidencia) en octubre de 2017 y debido a que Nuevas Ideas, partido bajo el cual buscaba la candidatura desde su formación como movimiento ciudadano, podría no participar debido a la incapacidad de cumplir de los plazos establecidos en la Ley de Partidos Políticos para convocar a elecciones internas al no estar autorizado por el TSE para la fecha límite de convocatoria de elecciones internas. El CD amplió su plazo para la inscripción de precandidaturas presidenciales hasta el 30 de junio de 2018, algo que en su momento facilitaría la inscripción de Bukele, aunque ésta no sería sino posterior a una segunda extensión del plazo. Finalmente el 22 de junio de 2018 el secretario general de CD, Juan José Martel, confirmó que Nayib Bukele se inscribiría en el CD para participar en sus elecciones internas, como parte de una alianza entre el partido en formación Nuevas Ideas y CD para impulsar la candidatura de Nayib Bukele para la elección presidencial de 2019.
El 10 de julio de 2018, la Sala de lo Constitucional falló a favor de la constitucionalidad de la barrera electoral de 50 000 votos en las elecciones legislativas o una diputación ante la Asamblea Legislativa o el Parlamento Centroamericano, que determina la cancelación de un instituto político según la Ley de Partidos Políticos (artículo 47); producto de este fallo, la Sala de lo Constitucional exigió al Tribunal Supremo Electoral iniciar el proceso de cancelación de conformidad a los resultados de las elecciones legislativas de 2015, en las que Cambio Democrático (así como el Partido Social Demócrata) no consiguió superar la barrera electoral. Esta cancelación debería ser aprobada por mayoría cualificada de los magistrados del TSE (4 de 5 magistrados a favor) y podría ser también definido por la misma mayoría su permanencia como partido legalmente inscrito en función de los resultados de las elecciones legislativas de 2018, en las que aunque no superó la barrera electoral de 50 000 electores sí consiguió un escaño en la Asamblea Legislativa.
El 16 de julio Bukele anunció mediante sus redes sociales que continuaría adelante con su precandidatura, la cual fue inscrita el 18 de julio, último día que la Comisión Electoral de CD había habilitado para realizarla. Con el anuncio de su precandidatura realizó también declaraciones sobre una posible alianza entre CD y Nuevas Ideas en cuanto se realizara la inscripción legal de este último, y de la exposición de la situación legal de ambos institutos ante organismos internacionales como Naciones Unidas y la Organización de los Estados Americanos, con el objetivo de conseguir su intervención en defensa de sus derechos políticos en caso de proceder el TSE con la inhabilitación de ambos para participar en el proceso electoral de 2019.
El 26 de julio el Tribunal Supremo Electoral emitió sentencia de cancelación de Cambio Democrático con base en los resultados obtenidos por este instituto político en las elecciones legislativas de 2015. Producto de esta sentencia, el proceso electoral que el instituto celebraría quedaría suspendido al no poder participar en la elección presidencial de 2019.

## Debates
Se celebraron dos debates presidenciales; el primero fue organizado por la Universidad de El Salvador (UES) el 16 de diciembre de 2018 y el segundo fue organizado por la Asociación Salvadoreña de Radiodifusores (ASDER). Calleja, Martínez y Alvarado asistieron a ambos debates, mientras que Bukele estuvo ausente de ambos.
|             |                                          |   |   |   |   |
| 16 Dec 2018 | Universidad de El Salvador               | P | P | P | A |
| 13 Ene 2019 | Asociación Salvadoreña de Radiodifusores | P | P | P | A |

## Encuestas de opinión

Resumen gráfico
| Fecha         | Encuestadora | Encuestados | Calleja (ARENA) | Martínez (FMLN) | Alvarado (VAMOS) | Bukele (GANA) | Indeciso | Ninguno | Ventaja |   |   |    |    |   |    |
| ------------- | ------------ | ----------- | --------------- | --------------- | ---------------- | ------------- | -------- | ------- | ------- | - | - | -- | -- | - | -- |
| Fecha         | Encuestadora | Encuestados | 30 jul. 2018    | CID-Gallup      | 806              | 24            | Indeciso | Ninguno | Ventaja | 5 | 0 | 38 | 33 | - | 14 |
| 31 jul. 2018  | TResearchMx  | 3 600       | 31.7            | 9.7             | 2.8              | 55.8          | -        | -       | 24.1    |   |   |    |    |   |    |
| 19 ago. 2018  | TResearchMx  | 3 600       | 30.2            | 9.7             | 1.1              | 55.9          | -        | 3.1     | 25.7    |   |   |    |    |   |    |
| 28 ago. 2018  | UFG          | 1 295       | 23.0            | 10.0            | 2.3              | 37.7          | 26.0     | 1.0     | 14.7    |   |   |    |    |   |    |
| 31 ago. 2018  | LPG Datos    | 1 520       | 17.6            | 8.6             | 0.3              | 21.9          | 37.5     | 14.1    | 4.3     |   |   |    |    |   |    |
| 26 sept. 2018 | CID-Gallup   | 1 205       | 20              | 7               | 1                | 45            | 27       | -       | 25      |   |   |    |    |   |    |
| 1 oct. 2018   | TResearchMx  | 1 000       | 32.4            | 10.9            | 1.1              | 54.6          | -        | 1.0     | 22.2    |   |   |    |    |   |    |
| 8 oct. 2018   | CONARES      | 1 400       | 21.0            | 11.0            | 1.0              | 45.0          | 11.0     | 11.0    | 24.0    |   |   |    |    |   |    |
| 9 oct. 2018   | CIOPS/UTEC   | 2 133       | 21.0            | 10.5            | 1.0              | 48.0          | 19.5     | -       | 27.0    |   |   |    |    |   |    |
| 15 oct. 2018  | TResearchMx  | 1 000       | 31.8            | 9.4             | 1.0              | 56.1          | -        | 1.7     | 24.3    |   |   |    |    |   |    |
| 23 oct. 2018  | ICP          | 1 400       | 31.7            | 13.6            | 0.6              | 33.3          | -        | 20.8    | 1.6     |   |   |    |    |   |    |
| 24 oct. 2018  | TResearchMx  | 1 000       | 32.1            | 9.3             | 1.1              | 56.5          | -        | 1.0     | 24.4    |   |   |    |    |   |    |
| 29 oct. 2018  | TResearchMx  | 1 000       | 32.2            | 9.0             | 0.9              | 56.6          | -        | 1.3     | 24.4    |   |   |    |    |   |    |
| 1 nov. 2018   | CID-Gallup   | 1 000       | 28              | 16              | 1                | 44            | -        | 1.0     | 16      |   |   |    |    |   |    |
| 19 nov. 2018  | UFG          | 1 538       | 21.4            | 6.4             | 1.5              | 40.7          | 21.2     | 8.7     | 19.3    |   |   |    |    |   |    |
| 20 nov. 2018  | Fundaungo    | 1 068       | 14.2            | 10.2            | 1.9              | 35.1          | 10.0     | 28.6    | 20.9    |   |   |    |    |   |    |
| 25 nov. 2018  | TResearchMx  | 1 000       | 31.9            | 10.8            | 1.4              | 55.9          | -        | -       | 24      |   |   |    |    |   |    |
| 29 nov. 2018  | LPG Datos    | 2 000       | 16.8            | 6.9             | 0.5              | 28.9          | 5.7      | 41.2    | 12.1    |   |   |    |    |   |    |
| 5 dic. 2018   | CIOPS/UTEC   | 2 133       | 24.5            | 10.4            | 0.9              | 40.5          | 12.8     | 10.9    | 16.0    |   |   |    |    |   |    |
| 5 dic. 2018   | TResearchMx  | 1 000       | 31.3            | 10.4            | 1.3              | 57.0          | -        | -       | 25.7    |   |   |    |    |   |    |
| 7 dic. 2018   | Fundaungo    | 1 985       | 21.4            | 11.3            | 0.6              | 42.0          | 15.0     | 9.7     | 20.6    |   |   |    |    |   |    |
| 10 dic. 2018  | UES          | 1 557       | 17.34           | 8.73            | 0.26             | 48.43         | 25.24    | -       | 31.09   |   |   |    |    |   |    |
| 11 dic. 2018  | TResearchMx  | 1 000       | 31.0            | 10.3            | 1.3              | 57.4          | -        | -       | 26.4    |   |   |    |    |   |    |
| 13 dic. 2018  | IUDOP/UCA    | 1 806       | 19.7            | 10.6            | 0.8              | 44.1          | 22.3     | 2.5     | 24.4    |   |   |    |    |   |    |
| 8 ene. 2019   | Mitofsky     | 1 000       | 31.0            | 11.0            | 1.0              | 57.0          | -        | -       | 26.0    |   |   |    |    |   |    |
| 11 ene. 2019  | CID-Gallup   | 1 000       | 23.0            | 8.0             | 1.0              | 42.0          | 26.0     | -       | 19.0    |   |   |    |    |   |    |
| 15 ene. 2019  | UFG          | 1 536       | 21.8            | 8.1             | 1.0              | 42.6          | 18.4     | 8.1     | 20.8    |   |   |    |    |   |    |
| 16 ene. 2019  | CIOPS/UTEC   | 2 113       | 24.0            | 8.1             | 0.6              | 40.4          | 26.1     | -       | 16.4    |   |   |    |    |   |    |
| 17 ene. 2019  | CONARES      | 2 012       | 19.0            | 13.0            | 1.0              | 61.0          | 3.0      | 3.0     | 42.0    |   |   |    |    |   |    |
| 17 ene. 2019  | CDOP         | 1 300       | 27.3            | 10.5            | 1.0              | 36.1          | 9.6      | 15.5    | 8.8     |   |   |    |    |   |    |

## Resultados
|  | 53.10 % |

|  | 30.5 % |

|  | 31.72 % |

|  | 0.82 % |

|  | 0.3 % |

|  | 0.1 % |

|  | 14.41 % |

|  | 0.77 % |

|  | 98.86 % |

|  | 0.96 % |

|  | 0.18 % |

|  | 100.00 % |

### Resultados por Departamento
|  | 43.05 % |

|  | 36.10 % |

|  | 28.38 % |

|  | 0.47 % |

|  | 47.17 % |

|  | 39.61 % |

|  | 12.92 % |

|  | 0.30 % |

|  | 44.92 % |

|  | 32.40 % |

|  | 22.34 % |

|  | 0.34 % |

|  | 50.09 % |

|  | 33.89 % |

|  | 15.50 % |

|  | 0.52 % |

|  | 51.80 % |

|  | 37.25 % |

|  | 9.85 % |

|  | 1.10 % |

|  | 57.59 % |

|  | 29.41 % |

|  | 12.53 % |

|  | 0.47 % |

|  | 54.47 % |

|  | 31.82 % |

|  | 13.39 % |

|  | 0.32 % |

|  | 39.10 % |

|  | 32.13 % |

|  | 28.54 % |

|  | 0.23 % |

|  | 54.34 % |

|  | 24.36 % |

|  | 20.80 % |

|  | 0.50 % |

|  | 58.32 % |

|  | 29.99 % |

|  | 10.53 % |

|  | 1.16 % |

|  | 46.42 % |

|  | 31.33 % |

|  | 21.89 % |

|  | 0.36 % |

|  | 54.25 % |

|  | 34.09 % |

|  | 10.86 % |

|  | 0.80 % |

|  | 52.94 % |

|  | 31.62 % |

|  | 14.87 % |

|  | 0.57 % |

|  | 48.30 % |

|  | 26.47 % |

|  | 24.93 % |

|  | 0.30 % |

|  | 86.00 % |

|  | 4.53 % |

|  | 9.39 % |

|  | 0.08 % |

|  | 53.10 % |

|  | 31.72 % |

|  | 14.41 % |

|  | 0.77 % |